# Harald Sæverud
Harald Sigurd Johan Sæverud (Bergen, 17 april 1897 - aldaar, 27 maart 1992) was een Noors componist.

## Levensloop
In 1915 begint hij met zijn studies aan de Muziekacademie te Bergen in de vakken piano en muziektheorie bij Borghild Holmsen, een pianist en componist die in Leipzig gestudeerd had. Daarna voltooide hij zijn studies van 1920 tot 1921 aan de Hochschule für Musik in Berlijn bij Clemens Kraus en F.E. Koch en in 1925 in Parijs.
In 1919 publiceerde hij zijn eerste composities.
Van Berlijn komt hij naar Bergen in zijn huis Siljustøl terug en werkt ook als muziekcriticus voor de pers en als pianoleraar. Een kleine periode speelde hij ook piano in een klein bioscooporkest. Zijn twee eerste symfonieën staan nog onder de invloed van Johannes Brahms en Anton Bruckner. Maar als hij 1926 van Parijs terugkomt naar Bergen begint hij in zijn werken te experimenteren met andere muzikale stijlen en dat kan worden teruggevonden in zijn Derde symfonie in Bes kl.t. en latere werken (pianosuite, celloconcert).
In 1933 verkreeg hij een beurs van de Noorse overheid, die het hem mogelijk maakt uitsluitend te componeren. Zijn Canto Ostinato uit 1934 werd met veel succes op het 4e Internationale Festival te Baden-Baden uitgevoerd, wat ook zijn toenemende populariteit buiten Noorwegen aangeeft. Na de bezetting van de Nazi's in Noorwegen componeerde Sæverud nog uitsluitend typisch Noorse werken zoals Gjætlevisevariasjoner -Shepherd's Tune Variations, Siljuslåtten - Festa campestre - Danza sinfonica en Symfonie No. 6 - Sinfonia Dolorosa. Hij schreef voornamelijk voor orkest en piano.
In 1952 werd hij lid van de Koninklijke Muziekacademie in Zweden en in de jaren 50 kreeg hij jaarlijks steun van de Noorse overheid, vanaf 1953 jaarlijks toegekend. In 1957 werd hij door de Noorse koning benoemd tot Ridder in de Orde van Sankt Olav.
Zijn huis Siljustøl is sinds 1997 ingericht als museum.

## Composities

### Werken voor orkest

#### Symfonieën
- 1916-1919 Symfonie g-kl.t., opus 1
- 1922 Symphony No. 2, opus 4 
  1. Entrata drammatica: Allegro molto
  2. Andante mesto
  3. Sonata grande: Allegro molto con fuoco
- 1926 Symphony No. 3 in bes klein, opus 5
  1. Andante con moto: Allegro molto e con grazioso
  2. Andante
  3. Finale: Allegro molto
- 1937 Symphony No. 4, opus 11
- 1941 Symphony No. 5 "Quasi una fantasia", opus 16
- 1942 Symfonie No. 6 "Sinfonia Dolorosa", opus 19
- 1945 Symfonie No. 7 "Salme", opus 27
  1. (Introduction) Andante con moto
  2. Hymns
  3. Yuletide Variations
  4. Stave Church Chimes
  5. Fugue
  6. Glorification
- 1958 Symphony No. 8 "Minnesota", opus 40
  1. Once upon a time...
  2. Hope and longing
  3. Gay day (Scherzo pastorale)
  4. Man and the machine
- 1965/1966 Symphony No. 9, opus 45
  1. Allegro appassionato
  2. Poco lento - Doppio movimento - Poco lento
  3. Andante sostenuto
  4. Moderato "Bells in the Mountains"

#### Concerten voor instrumenten en orkest
- 1931 Concerto voor cello en orkest, opus 7
  1. Allegro non troppo
  2. Andante
  3. Poco allegro
- 1938 Concerto voor hobo en orkest, opus 12
  1. Allegro moderato
  2. Adagio molto - Moderato - attacca
  3. Allegro
- 1942 Romanza voor viool en orkest, opus 23
- 1948/1950 Concerto voor piano en orkest, opus 31
  1. Allegro non troppo
  2. Andante cantabile
  3. Allegro
- 1956 Concerto voor viool en orkest, opus 37
  1. Allegro, ma non troppo
  2. Andante sostenuto
  3. Allegro molto
- 1963/1987 Concerto voor fagot en orkest, opus 44
  1. Allegro - Cadenza - Tranquillamente - a tempo (Allegro)
  2. Andante funebre, non troppo lento
  3. Allegro moderato
- Divertimento Nr. 1 voor fluitsolo en strijkers, opus 13

#### Ouvertures
- 1920 Ouvertura Appassionata, opus 2 b
- 1976 Ouvertura monumentale, opus 53

#### Suites
- 1936 Lucretia-Suite, opus 10 a
  1. Moderato - Allegro mesto
  2. Allegretto tranquillo quasi sostenuto
  3. (Allegro...) - Allegretto - Andante più sostenuto
  4. Andantino misterioso - Allegro appassionato - Andante mesto
  5. Allegro deciso
- 1947 Peer Gynt Suite No. 1, opus 28 No. 1
  1. Fa'ens femsteg
  2. Dovreslått
  3. Salme mot Bøygen
  4. Blandet selskap (På Marokko-kysten)
  5. Solveig synger
  6. Anitra
- 1947/1954 Peer Gynt Suite No. 2, opus 28 No. 2
  1. Peer-ludium
  2. Brureslåtten
  3. Hotaren
  4. Gravsalme
  5. Tvinnan
  6. Her var mitt keiserdom
  7. Sov, du dyreste gutten min
- 1960 Ridder Blåskjeggs Mareritt - Knight Bluebeard's Nightmare, suite, opus 42
- 1986 Keiser og Gallilær - Emperor and Galilean, symfonische suite voor koor en orkest

#### Andere werken voor orkest
- 1931 Cinquanta variazioni piccoli opus 8
- 1934 Canto Ostinato, opus 9
- 1941 Rondo amoroso opus 14 nr. 7
- 1941 Gjætlevisevariasjoner - Shepherd's Tune Variations opus 15
- 1942 Siljuslåtten - Symphonic Dance opus 17 a
- 1942 Småfuglvals - Little Bird's Waltz opus 18 nr. 2
- 1942 Galdreslåtten - Symphonic Dance and Passacaglia, opus 20
- 1943 Den siste Bå'nlåt - Her Last Cradle Song, opus 22 a Nr. 3
- 1943 Kjempevise-slåtten - The Ballad of Revolt, opus 22a Nr. 5
- 1957 Allegria: Sinfonia Concertante, opus 39
- 1960 Entrata regale, opus 41
- 1968 Sonata Giubilata, opus 47
- 1970 Fanfare og Hymne, opus 48
- The Ballad of Revolt opus 22
- Mozart-Motto Sinfonietta opus 50
- Sumarnatt-Båtsong (Barcarola d'una notte d'estate)
- Syljetone opus 14 a, nr. 2

### Werken voor harmonieorkest
- 1960 Entrata Regale opus 41, bewerkt door Nils Nicolaysen

### Werken voor piano
- 1930 Piano Suite opus 6
  1. Preludium
  2. Grazioso
  3. Andante
  4. Scherzando
  5. Rondo
- 1939 Lette stykker (Pezzi facili) Vol. 1, opus 14
  1. Småsvein-ganger (Happy Chap's Frisky Steps)
  2. Syljetone (Peasant Heirloom Brooch)
  3. Silkesokk-slåtten (Silk-Sock Dance)
  4. Gjætle-vise (Shepherd Song)
  5. Li-tone (Hillside Melody)
  6. Vindharpe-slåtten (Aeolian Harp-Tune)
  7. Rondo amoroso
- 1942 Siljuslåtten - Festa campestre - Danza sinfonica opus 17
- 1942 Slåtter og stev fra Siljustøl (Tunes and Dances from Siljustøl) Vol. 1, opus 21
  1. Kristi-Blodsdråper (Fuchsia)
  2. Dvergmål-slått (Echo Dance)
  3. Bå'nlåt (Nursery Song)
  4. Kvelling-sull og lokk (Even-Duties and Cattle Calls)
  5. Siljustøl-marsj (Siljustøl-mars)
- 1943 Slåtter og stev fra Siljustøl [Wijsjes en dansen uit Siljustøl] Vol. 2, opus 22
  1. Revebjølle - Digitalis purpurea [[[Vingerhoedskruid]]](Foxglove)
  2. Kvernslått [Molenwielmelodie]
  3. Den siste bå'nlåt [Haar laatste wiegelied]
  4. På kingelvevstrenger [Op de draden van een spinnenweb]
  5. Kjempevise-slåtten [Ballade van revolte]
- 1944 Slåtter og stev fra Siljustøl (Melodieën en dansen uit Siljustøl] Vol. 3, opus 24
  1. Bruremarsj [Trouwmars]
  2. Hjuringen 'pi Eismodal [De eenzame wake van een herdersjongen]
  3. Bjønn' Støkk-lokk [Pas op, beer!]
  4. Myrdunspele' på månestrålefele [Windbloemenbabbel manestralenwijsje]
  5. Hamar-Tor slåtten (Thor de hameraar]
- 1966 Slåtter og stev fra Siljustøl [Wijsjes en dansen uit Siljustøl] Vol. 4, opus 25
  1. Høgsetestev [Hooggezeten Dame]
  2. Draumeslåtten [Donkere doom]
  3. Fossekallen [De wederdoper]
  4. Tones vuggevise [Tone's wiegelied]
  5. Rondomoltogajo
- 1968 Fuglefløyt-variasjoner [Vogelroepvariaties) opus 36
- 1988 Åsnes vals (Åsne's Waltz)
- 1989 Scene macabre
- Capricci opus 1
  1. Prestissimo
  2. Allegro non troppo
  3. Allegretto
  4. Allegro molto e grazioso
  5. Allegro ritmico
- Piano Sonata in G minor opus 3
  1. Allegro maestoso - Presto con fuoco
  2. Pastorale: Allegro grazioso quasi andantino
  3. Allegro molto e agitato - Presto con fuoco - Prestissimo - Allegro agitato
- Melodi fra Gjætlevise-variasjoner (Theme from Pastorella variata) opus 15
- Lette stykker (Pezzi facili) Vol. 2, opus 18
  1. Stevnemøte - men hun kom ikke [Afspraak - maar ze kwam niet]
  2. Småfugl-vals [Wals van de kleine vogel]
  3. Brygge-valsen [Steigerwals]
  4. Vals til en liten pike [Wals voor een klein meisje]
  5. Venevil [Kristins wals]
- Piano Sonatina No. 1 opus 30, no. 1
  1. Allegro vivace
  2. Larghetto
  3. Allegro molto
- Piano Sonatina No. 2 opus 30, no. 2
  1. Allegretto grazioso
  2. Allegro moderato
- Piano Sonatina No. 3 opus 30, no. 3
  1. Allegretto grazioso
  2. Andante con moto
- Piano Sonatina No. 4 opus 30, no. 4
  1. Allegro espressivo ma con moto
  2. Andante con sentimento
  3. Allegro scherzando
- Piano Sonatina No. 5 opus 30, no. 5
  1. Sonatina quasi una fantasia: Allegretto
- Piano Sonatina No. 6 opus 30, no. 6
  1. Allegro non troppo
  2. Allegretto scherzando
- Grazietta opus 42
- Bryllupsmarsj til Sveinung [Trouwmars voor Sveinung] opus 46
- Fabula gratulatorum opus 51
- 6 småstykker fra Via Nova [Zes kleine stukken uit Via Nova]
  1. Moderato
  2. Allegro moderato
  3. Allegretto grazioso
  4. Allegretto
  5. Moderato
  6. Allegro con brio
- Aften (Evening) in E minor (theme from Sonata in G minor, Op. 3)
- Agaslåtten (Aga)
- Albumblad in G minor
- Albumblad in B minor
- Albumblad in F minor
- Astrids vals (Astrid's Waltz)
- Bækken II (The Brook II) in G major
- Barcarolle in C major
- Buskebjønn-slått (Squirrel Dance)
- Capriccio
- Capriccio in C major
- Capriccio in A minor
- Capriccio in G major
- Capriccio (large) in G minor
- Capriccio (early version of 1st movement of Suite Op. 6) in G minor
- Capro e capre (Billy and Nanny Goats)
- Con moto energico ma molto grazioso
- Dagbok (Diary)
- En liten historie (A Little Story)
- Etude capriccioso
- Fest (Feast)
- Folkevisecaprice (Folk Song Caprice)
- Galdreslåtten (Casting Spells)
- Halling (Halling)
- Havfruen (The Mermaid)
- Havre (Oats)
- Hoggestubb (Wood-Chopping Piece)
- Hønens dod (The Death of the Hen)
- Høst (Autumn Norselette) in G minor
- Høst (Autumn) in F minor
- Humoresque
- Humoresque in G minor
- Humoresque in G minor, "little Capriccio"
- Julesang (Christmas Song): Jeg er sa glad hver julekveld
- Kongeslageren (Royal Hit)
- Kornstøet legges (Staking the Corn)
- Largo in F minor
- Madsellas vals (Madsella's Waltz)
- Mazurka
- Mettes vals (Mette's Waltz)
- Nocturne in F minor
- Norronette (Norselette)
- Novelette, "Youthful Places"
- Potetopptak (Potato Digging)
- Prelude
- Prelude in D minor
- Reisen til Eventyrland (Journey to the Fairytale Land)
- Rittet til Valhall (The Ride to Valhalla)
- Romance in C minor
- Ruths vals (Ruth's Waltz)
- Sørgemarsj (Funeral March) in D minor
- Store-Kjengen (Old Ale Bowl)
- Sylvknappen (The Silver Button)
- Tema for Egil Monn-Iversen (Theme for Egil Monn-Iversen)
- Tema for Thorleif Aamodt (Theme for Thorleif Aamodt)
- Trollnatt (Nocturne) - Faery Night (Nocturne)
- Tysnesøy (Tysnes Isle)
- Ukedagene (Days of the Week)
  1. Søndag (Sunday)
  2. Mandag (Monday)
  3. Tirsdag (Tuesday)
  4. Onsdag (Wednesday)
  5. Torsdag (Thursday)
  6. Fredag (Friday)
  7. Lørdag (Saturday)
- Vals til Solveig (Waltz for Solveig)
- Vindharpe II og vals (Aeolian Harp II and Waltz)
- Waltz carissimo
- Waltz pianissimo